# 基隆市立安樂高級中學
基隆市立安樂高級中學，地方上簡稱為安樂高中、安中，位於基隆市安樂區。前身為基隆市立安樂國民中學，於2000年改制為市立完全中學。

## 沿革
安樂國中於1966年5月1日開始籌備並招生，初名為「基隆市立第六初級中學」，1967年1月奉准正式成立。1968年，台灣正式實施九年國民教育，遂改名為「基隆市立安樂國民中學」。於1999年2月24日奉命改制為完全中學，改名為「基隆市立安樂中學」；2000年8月正式招生並更名為「基隆市立安樂高級中學」，11月26日正式掛牌，也以此日為校慶。

### 校長
- 國中時期

第一任　高登崑（1967年－1979年）
第二任　周明宏（1979年－1991年）
第三任　駱惠傑（1991年－1996年）
第四任　游金男（1996年－1999年）
- 完全中學時期

第一任　游金男（1999年－2007年）
第二任　鄭裕成（2007年－2013年）
第三任　許清和（2013年－2015年）
第四任　方保社（2015年－2023年）
第五任  甘邵文 ( 2023年－迄今)

## 姐妹校
- 日本廣島吳市吳市立吳高等學校
- 日本九州熊本縣八代市八商學園秀岳館高等學校
- 大邱廣域市慶邱中學

## 友好學校
- 中华人民共和国浙江省舟山市東海中學

## 外部連結
- 安樂高級中學 （页面存档备份，存于）